# Tales from the Realm of the Queens of Pentacles
Tales from the Realm of the Queen of Pentacles è l'ottavo album discografico in studio della cantautrice statunitense Suzanne Vega, pubblicato nel 2014.

## Il disco
Al disco, registrato principalmente a New York ma anche a Praga con Gerry Leonard, hanno partecipato diversi artisti come Larry Campbell, Catherine Russell, Sterling Campbell e Tony Levin (bassista dei King Crimson). Inoltre l'artista si è avvalsa di alcuni sample. L'album è entrato alla posizione #37 della Official Albums Chart.

## Tracce
1. Crack in the Wall – 4:23
2. Fool's Complaint – 2:39
3. I Never Wear White – 3:08
4. Portrait of the Knight of Wands – 4:18
5. Don't Uncork What You Can't Contain – 3:31
6. Jacob and the Angel – 4:05
7. Silver Bridge – 3:47
8. Song of the Stoic – 4:05
9. Laying on of Hands/Stoic 2 – 3:52
10. Horizon (There is a Road) – 2:50